# Adur Etxezarreta
Adur Etxezarreta Rezola (San Sebastián, 27 de enero de 1996) es un esquiador español.

## Carrera deportiva
Aunque nació en San Sebastián, se considera de la localidad navarra de Areso, donde ha vivido la mayor parte de su vida. Hijo de Josu y Karmen. Tiene un hermano menor, Beñat.
Comenzó a esquiar a los nueve años en el Club Esquí Navarra. Acudía a esquiar con sus padres en la estación francesa de Luz-Ardiden, tres o cuatro fines de semana durante el invierno. Cuando tenía catorce años se trasladó al Centro de Tecnificación de Sierra Nevada. En 2016 formó parte del equipo nacional de la Real Federación Española de Deportes de Invierno. Se especializó en Descenso y Super Gigante.
Especialista en trial rápido en activo desde enero de 2012, Etxezarreta debutó en la Copa de Europa el 21 de diciembre de 2017 en Reiteralm (Austria) en la modalidad de supergigante, sin completar la de trial, en el Campeonato del Mundo de Åre 2019 (40.º en descenso, no completó la supergigante) y en la Copa del Mundo de Esquí Alpino el 30 de noviembre de 2019 en el descenso de Lake Louise (59.º). En el Campeonato del Mundo de Cortina d'Ampezzo 2021 no completó ni el descenso ni el supergigante.
El 14 de enero de 2022, consiguió su primer podio en la Copa de Europa (2.º) en descenso en Tarvisio, realizando un tiempo de 1:47.71 para recorrer 3300 metros. Es el primer español en obtener una medalla en esta modalidad.

## Palmarés

### Copa de Europa
- Mejor puesto en la clasificación general: 81.º Copa de Europa de esquí alpino 2021
- 1 podio:
  - 1 segundo puesto

### Campeonato de España
- 4 medallas:
  - 1 oro supergigante Campeonato de España de esquí alpino 2019
  - 2 plata supergigante Campeonato de España de esquí alpino 2014; supergigante Campeonato de España de esquí alpino 2021
  - 1 bronce eslalon especial Campeonato de España de esquí alpino 2013

### JJ.OO. de Invierno
- Mejor puesto en la clasificación general: 17.º Descenso masculino en Juegos Olímpicos de Pekín 2022.[3]